# نيكلاس بيتشكوفسكي
نيكلاس بيتشكوفسكي (بالألمانية: Niclas Pieczkowski)‏ مواليد 28 ديسمبر 1989 في ألمانيا، هو لاعب كرة يد ألماني يلعب كوسط مدافع. مثل منتخب ألمانيا لكرة اليد.

## سجل المنافسة
شارك في البطولات التالية:
- بطولة العالم لكرة اليد للرجال 2017
- بطولة أوروبا لكرة اليد للرجال 2016

## الإنجازات
- بطولة أوروبا لكرة اليد للرجال:
  -  ذهبية: بطولة أوروبا لكرة اليد للرجال 2016